# Planchonia grandis
Planchonia grandis är en tvåhjärtbladig växtart som beskrevs av Henry Nicholas Ridley. Planchonia grandis ingår i släktet Planchonia och familjen Lecythidaceae. Inga underarter finns listade i Catalogue of Life.